# ديك بوير
ديك بوير (بالهولندية: Dick Boer)‏ هو رائد أعمال وكبير الإداريين التنفيذيين هولندي، ولد في 31 أغسطس 1957 في Axel, Netherlands ‏ في هولندا.